# 東方地霊殿 〜 Subterranean Animism.
『東方地霊殿 〜 Subterranean Animism.』（とうほうちれいでん サブタレイニアン・アニミズム）とは、同人サークル「上海アリス幻樂団」制作の弾幕系シューティングゲームであり、東方Projectの第11弾にあたる作品である。
本作は、2008年5月25日開催の同人イベント「博麗神社例大祭5」にて体験版CD-ROMが販売され、6月29日に上海アリス幻樂団のウェブサイトでWeb体験版が公開され、8月16日開催の同人イベント「コミックマーケット74」にて完成版が販売された。後に同人ショップでの委託販売も行なわれている。雑誌『キャラ☆メル』Vol.5（2008年6月25日発売）の付属CD-ROMにも体験版が収録されている。
また、本作は2020年6月6日にSteamにて配信された。
本作のあらすじにおける冬季の話としては過去より、旧作においては冬コミ(C53·C55)にて発表された事がしばしばあったものの、予定通りに夏季に頒布された作品でもある｡
本項では、以降は『地霊殿』と称することとする。その他の本項で使用されている東方Project関連の略称については、東方Project#凡例を参照。

## システム
機体性能の異なる「博麗霊夢」「霧雨魔理沙」の2種類の自機から1つ選択し、その後それぞれ3種類ある武器タイプ（装備）からいずれかを選択する。本作では「自機が妖怪のパートナーのひとりと組み、地上に残るその妖怪の力を借りながら地下に潜る」という設定になっており、武器タイプの選択はパートナーの選択と同義である。パートナーとなる妖怪は、霊夢が「八雲紫」「伊吹萃香」「射命丸文」、魔理沙が「アリス・マーガトロイド」「パチュリー・ノーレッジ」「河城にとり」の各3名。敵や敵弾に当たるとミスとなり残機が1つ減った上でその場で復活する。全ての残機を失うとゲームオーバーとなるが、コンティニューすればそのステージの最初から復活しゲームを続行可能。コンテニューしないで6面（最終面）のボスを倒すとエンディングになる。難易度Normal以上でコンティニューせずにクリアすれば、全1面のExtraステージが追加される。
本作では、アイテム「残機の欠片」を一定数集めることでエクステンドする。「残機の欠片」は、ボス戦にてミスをせず（ボムは使用可）に既定の敵ライフを削ると出現する。

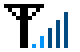
一般的な携帯電話の通信強度アイコンの例。『地霊殿』でのそれとは若干デザインが異なる。

交信強度

本作には交信強度というパラメータが存在する。点アイテム入手時の得点は交信強度によって補正されるため、スコア稼ぎの際に影響を与えるパラメータとなっている。
交信強度は、画面左下に携帯電話の受信強度のアイコンのような形で表示される。交信強度はアイテム自動蒐集が発動するラインよりも上まで移動するか、敵弾にかすることで増加し、前者の場合は一瞬で最大値まで増加する。交信強度は増加する行動をとらないと減少が始まるが、最大になっているときは一定時間は減少しない。
交信強度が最大の時には、アイテム自動蒐集が発生する。すなわち、敵弾にかすることで通信強度を最大に出来れば、画面上部に行かなくてもアイテム自動蒐集が可能である。
交信強度の最大値は初期値は1.00だが、かすり回数が100の倍数に達するごとに0.01ずつ上昇する。
ゲーム中での設定では、地下に潜る霊夢や魔理沙と、地上にいるサポート妖怪との交信強度を示すものとされている。
得点最大値
本作では点アイテム入手時の最大値が、交信強度の近く、画面左下に数字で表示されている。基本的には最大得点値と交信強度の値の積が、点アイテム取得時の実際の点数となる。
この値は、敵を倒したときに放出される「得点最大値増加アイテム」を入手することで増加するとされている。

## あらすじ
雪の降る冬のある日、博麗神社の近くに突如高温の間欠泉が噴出した。博麗神社の巫女である博麗霊夢は、温泉になれば参拝客が増えるはずだと喜んでいたが、温泉水とともに地底の悪霊まで湧き出る。霊夢は慌てたものの、地霊は大人しかったため、温泉を取り異変を解決しようとは思わなかった。しかし、魔女のパチュリー・ノーレッジは地下の妖怪や地霊が表に出ることに危険を感じ、古い妖怪である八雲紫に相談する。地底には地底のルールがあり、地上の妖怪が地底に干渉することは好ましくないとの判断から、紫はパチュリーに霊夢たち人間を地底へ送り出すことを約束し、妖怪たちはそれを遠隔サポートすることとなった。
地底に潜った霊夢たちは、間欠泉の原因が妖怪の霊烏路空の仕業であることを突き止める。地上の神々から強力な核融合の力（間欠泉はその熱による副次的なもの）を手に入れた空は地上の侵略を企んでいたが、霊夢たちに懲らしめられ、改心した。しかし空の核融合の力はそのままだったため、地霊は止まったが間欠泉が止むことはなかった。
後に霊夢たちは、空の話から、空に力を授けたのは守矢神社の神々ではないかと疑い、真相を確かめるために守矢神社へ向かう。そこで、守矢の1柱である洩矢諏訪子から事の顛末を聞くことになる。

## 登場人物

### 新規の登場人物
ここでは、『地霊殿』が初出の登場人物を解説する。
キスメ
釣瓶落とし。狭い所が好きな妖怪で、釣瓶の中に入った状態で登場する。外見に反して凶暴な妖怪であり、近づく人間の首を問答無用で刈り取り、そのまま桶に入れて持ち去ってしまうとされる。さらに「文々。新聞」にも、彼女と思われる釣瓶落としが起こした怪事件が掲載されている。
黒谷 ヤマメ（くろだに やまめ）
土蜘蛛。蜘蛛の姿をした妖怪。病気を操る程度の能力を持っている。彼女に遭遇した人間は高い頻度で重度の熱病を発症するという。
妖怪の山の麓にある地底へと続く風穴や旧都の周辺に住んでいる。人間にとっては危険な妖怪だが、性格は明るく親密になれば楽しい相手で地下の妖怪たちの人気者であり、『地霊殿』作中では洞窟に乗り込んだ霊夢たちにも気さくな口調で話しかけている。また、戦うことを厭わず好戦的だが、大勢の人間を相手にすれば勝ち目がないことも理解している。
建築が得意とされ、地上の妖怪からの依頼を受けて夜の間に地上に現れ、一晩のうちに建築作業を行い、再び地底へと戻っていくという。河童の河城にとりからは「河を汚す」という理由で嫌われている。
水橋 パルスィ（みずはし パルスィ）
橋姫。地上と地下を結ぶ縦穴の番人で、穴を通過する者を見守る役割を持つ。非常に嫉妬深い性格で、『地霊殿』作中では地上の支援妖怪から「嫉妬の妖怪」や「下賤な妖怪」と呼ばれる。霊夢や魔理沙に対して、一方的に「妬ましい」と言いながら攻撃を仕掛けてくる。
『求聞口授』によれば、彼女の本質は「嫉妬の感情」そのものであり、他人の嫉妬心を煽ることでその生活が崩壊する様を見るのを喜びとしている。また、他者から嫉妬を受けたり、あるいは彼女自身が他者に嫉妬する場合にも力を得ることができる。意地の悪い性格であり、直接、相対している際には普通に明るく会話をするが、裏ではその相手の陰口を叩いたり逆恨みしたりするため、嫌われることが多い。ただし、旧地獄には嫌われ者同士の仲間も多いという。
星熊 勇儀（ほしぐま ゆうぎ）
旧都に住む鬼。額に一本の赤い角が生えており、角の上面には黄色い星のマークがついている。『地霊殿』では体操服の上部分に半透明のスカートを着用しているが、黄昏フロンティア作品では肩と胸をはだけさせた着物姿で登場している。
『地霊殿』では、地底に現れた博麗霊夢や霧雨魔理沙に興味を持ち、力試しと称して対戦する。酒を一滴もこぼさずに戦うルールを自分に課して、遊びながら戦っている。対戦後は異変に関する情報を提供し、地霊殿へ案内する。
かつては妖怪の山に住んでおり、伊吹萃香らとともに「山の四天王」と呼ばれ、天狗や河童を従え一大社会を築いていた。しかし、人間との関係の悪化を憂い、同じく地上に嫌気の差した他の鬼たちと共に、突然姿を消す。その後、地獄の「経営のスリム化」の一環として切り捨てられ、廃墟となった旧地獄跡に移り住み、同じくその能力の危険性などから忌み嫌われた他の妖怪たちと共に地下都市を再建する。後に、地上の賢者との間に「地上と地底の妖怪同士の相互不可侵」「旧地獄の怨霊の管理」などの約束を結び自治を認められ、現在に至る。
『求聞口授』によれば、豪快かつ竹を割ったような性格で、「力強い者」「勇気ある者」を好み、「軟弱な者」「卑怯な者」を嫌う。幻想郷最強の種族とされる鬼の中でも屈指の怪力の持ち主で、友人である萃香は「肉体を使った力は自分より強いかも」と述べている。また、「語られる怪力乱神」と呼ばれることがある。そのため、力による支配がルールとされている旧地獄には敵が存在せず、「地底世界は私達の楽園」と語っている。手加減したとはいえ、人間でありながら自分に勝利した霊夢たちを気に入ったらしく、魔理沙を地底の宴会によく誘っている。
星のマークが入った巨大な赤い盃を持ち歩いている。これは「星熊盃」と呼ばれる鬼の名品の一つであり、注がれた酒を一瞬にして最高ランクの純米大吟醸に変えることができる。
古明地 さとり（こめいじ さとり）
さとり。旧灼熱獄跡の上に建てられた「地霊殿」の主であり、古明地こいしの姉。
「心を読む程度の能力」を持ち、左胸部の「サード・アイ」で相手の心を読むことができる。他人の心を見透かす能力ゆえに、嫌われ者として地底に封じられた妖怪の中でも群を抜いて恐れられている存在であり、旧地獄において屈指の実力を持つ大物でもある。ただし、戦闘は余り得意ではないらしい。妹のこいし曰く「お姉ちゃんの知り合いだと言えば、地底では誰も逆らわない」。また、言葉を持たない幽霊や怨霊からも苦手とされており、この能力を活かして閻魔から灼熱地獄跡の怨霊の管理を任されている。『求聞口授』では、神である八坂神奈子が霊烏路空に力を授ける際にも、彼女との接触を避けるべく注意を払っていたとされている。
彼女自身も自分が忌み嫌われる存在であることを理解しているため、他者との接触やコミュニケーションを拒絶し、住居である地霊殿に引き籠もっている。その代わり、言葉を話せない動物からは好かれているらしく、地霊殿には彼女を慕うペットたちが数多く住んでいる。その中には怨霊や魑魅魍魎を喰らうことで力をつけ、妖怪化した者たちもいる。そのため、普段は屋敷や旧地獄の管理、妹や他のペットの世話などを彼女らに任せ、自分は読書をしたり小説を書いたりして暮らしている。
『地霊殿』では、地霊殿を訪れた博麗霊夢や霧雨魔理沙の心を読んで地底を訪れた目的を探ろうとするが、異変の解決に消極的だった2人からは目的を上手く探ることができなかった。言動と考えの一致しない2人を不審に思い、対戦する。その後はペットのいる灼熱地獄跡へ案内する。対戦時は、自身の能力で霊夢や魔理沙の記憶の中にある「トラウマ」を読み取り、それを再現した攻撃を行う。具体的な作中描写としては、パートナーとして選択した妖怪が過去の作品で使用したスペルカードを真似たものを、さとり自身のスペルカードとして使用する。
火焔猫 燐（かえんびょう りん）
火車。古明地さとりのペットの1人であり、灼熱地獄跡で怨霊の管理や死体運びを任されている。灼熱地獄跡が本当の地獄だった頃から生きており、努力の末に死体や怨霊を操る能力を会得し、彼らと会話・意思疎通ができる。さとりのペットとなった時期は地底界が地獄から切り離された頃で、同じくペットの霊烏路空とはその頃からの古い友人。
力を手に入れて調子に乗る空に呆れながらも、暴走が主人のさとりや旧地獄の住人に知られて彼女が処罰されることを恐れ、地上に怨霊を送り込むことで地上の妖怪に異変を知らせ、空を止めさせようと試みた。しかし、意に反して現れたのは人間だったため、その実力を試すために対戦する。
作中では猫の鳴き声のような効果音と共に黒猫の姿で何度も登場し、中ボスとして対戦する。5面ボス戦前の会話イベントで「猫の姿では会話ができない」として人型に変身する。変身後の姿では猫耳を持つが、側頭部に人の耳も付いている。
死体を好む妖怪である火車であり、『地霊殿』では霊夢や魔理沙の死体を得たいと当人に話している。『地霊殿』や『求聞口授』では、地上でときどき発生する人間の死体が盗まれる事件の犯人がお燐であることが示唆されている。萃香の言によれば、彼女に死体を奪われた死者はそのまま怨霊と化し、あの世に行くこともできなくなってしまうという。死体は最終的には「燃料」として灼熱地獄の炎の中へ放り込んでしまう。
自分の本名が長いことを嫌っており、皆に「お燐」と呼ばせている。会話イベントでも通称である「お燐」という名前が表示され、作中では本名が表示されない。本名は『地霊殿』付属の「キャラ設定.txt」に記載されている。『ダブルスポイラー』でも「お燐」名義で登場する。
霊烏路 空（れいうじ うつほ）
地獄の妖怪固有種である「地獄烏」。古明地さとりのペットで、お燐と共に灼熱地獄跡の管理を任されており、空は火力調節を担当する。
ある日、幻想郷の産業革命計画を計った八坂神奈子と洩矢諏訪子の2柱によって太陽の化身である神霊「八咫烏」の力を与えられ、「核融合を操る程度の能力」を手に入れた。しかし、彼女はその強大な力に溺れて能力を濫用し、遂には間欠泉を噴出させる異変を引き起こす。その後、異変解決のために灼熱地獄跡を訪れた霊夢や魔理沙に対して「地上へ進出して世界を灼熱地獄に変える」という野望を明かし勝負を挑むが、撃退され改心する。後にお燐と共に博麗神社を訪れ、「二人組の神様」から能力をもらったことを霊夢と魔理沙に告げる。お燐から「鳥頭」と揶揄されるほど記憶力に欠け、神から力を与えられた理由などは完全に記憶から抜け落ちていたため、さとりの能力を使用しても読み取ることができなかった。
その後は、神奈子の指示で地底に建造された核融合研究施設である「間欠泉地下センター」で、何らかの仕事をしている。『非想天則』では、センターに入り込んだ東風谷早苗やチルノを「異物」として排除するために現れた。
八咫烏の力を取り込んだ彼女は、その影響により元の姿から大きく変化したとされる。左足は電子のようなものが周囲を漂う「分解の足」、右足は金属の塊のような「融合の足」、右手は多角柱の制御棒である「第三の足」となり、これらの「三本の足」で核融合反応を操作する。また、胸には巨大な鳥の目のような「赤の目」が存在する。対戦時には核の力を使ったスペルカードを使用し、スペルカード発動時にはメルトダウンのようなアラートと共に「☢ CAUTION!!」の文字が表示される。
皆から「おくう」と呼ばれているとされ、実際にお燐や古明地こいしは作中で「おくう」と呼んでいるが、お燐とは異なり、会話イベントでは本名が表示される。『ダブルスポイラー』では射命丸文から「お空さん」と呼ばれている。
古明地こいし（こめいじ こいし）
古明地さとりの妹。姉と同じく種族は「さとり」で、元々はこいしも心を読む能力を持っていたが、能力のせいで皆に嫌われることを知ったため、サード・アイを閉じて能力を封印し、心を閉ざしてしまう。その結果、本来の心を読む能力に代わり、新たに「無意識を操る程度の能力」を手に入れた。これによって誰からも気づかれずにフラフラと出かけては帰ってくるという妖怪となっている。さらに、姉のさとりも、閉ざされたこいしの心だけは読むことができなくなった。こいしを不憫に思ったさとりから、こいしと遊ぶための専属のペットを与えられている。そのおかげか、少しずつではあるがこいしも以前とは変わってきたようである。
博麗霊夢や霧雨魔理沙が地底にやって来てさとりやお燐、霊烏路空と戦いを繰り広げたことを聞き、中でも八咫烏を取り込んだ空の驚異的な能力アップに興味を示す。自分のペットも空のように強化してもらおうと思ったこいしは、妖怪の山の守矢神社を目指すことにする。『地霊殿』Extraステージでは、天狗が警備する妖怪の山を誰にも気付かれることなく侵入し、その先で博麗霊夢や霧雨魔理沙と遭遇している。作中では射命丸文やパチュリー・ノーレッジからは、全く気配を感じない存在だと言われている。

### 既存の登場人物
ここでは、『地霊殿』が初出ではない登場人物を解説する。
博麗霊夢
博麗神社の巫女。温泉を止める気はない。
霧雨魔理沙
魔法使いの少女。間欠泉に興味津々。
八雲紫
古い妖怪。地上の妖怪と地底の妖怪が干渉することに難色を示し、人間である霊夢を地底に送る。霊夢の陰陽玉に通信機能を付けた。
伊吹萃香
地底に住んでいた鬼。自分で地底に行っても問題はないのだが、紫の作戦が面白そうだったので霊夢のサポートに回る。
射命丸文
山に住む鴉天狗で、新聞記者。山の神々と河童の不穏な動きを調査していたところ地底が怪しいことをつかんだため、霊夢を利用して調査させる。
アリス・マーガトロイド
人形を操る妖怪。紫に作ってもらった遠隔操作できる人形で、魔理沙をサポートする。
パチュリー・ノーレッジ
紅魔館の魔法使い。間欠泉から湧いた霊の正体が有害な「怨霊」であることに気付き、紫に相談する。
河城にとり
山に住む河童。山の神々が地底に核融合炉を作ったという情報に興味を示す。霊夢が妖怪に促されて地底に潜るという話を聞いたため、先を越されることをおそれて魔理沙をけしかけて地底に送る。
東風谷早苗
守矢神社の風祝。神社へやってきた霊夢たちに、挨拶と称して勝負を挑んでくる。
八坂神奈子、洩矢諏訪子
守矢神社の神々。霊烏路空に核融合の力を与え、『地霊殿』での一連の騒動の原因を作った張本人。

## ステージ
| ステージ    | ステージタイトル           | 場所           | 中ボス             | ボス         |
| ----------- | -------------------------- | -------------- | ------------------ | ------------ |
| Stage 1     | 忘恩の地から吹く風         | 幻想風穴       | キスメ             | 黒谷ヤマメ   |
| Stage 2     | 地上と過去を結ぶ深道       | 地獄の深道     | 水橋パルスィ       | 水橋パルスィ |
| Stage 3     | 忘れられた雪の旧都         | 旧地獄街道     | 星熊勇儀           | 星熊勇儀     |
| Stage 4     | 誰からも好かれない恐怖の目 | 地霊殿         | 火焔猫燐（猫の姿） | 古明地さとり |
| Stage 5     | 昔時の業火                 | 灼熱地獄跡     | 火焔猫燐（猫の姿） | 火焔猫燐     |
| Stage 6     | 荒々しき二つ目の太陽       | 地底都市最深部 | 火焔猫燐           | 霊烏路空     |
| Extra Stage | 地獄のラブリービジター     | 守矢神社       | 東風谷早苗         | 古明地こいし |

## 曲目リスト
1. 地霊達の起床 - タイトル
2. 暗闇の風穴 - 1面のテーマ
3. 封じられた妖怪　〜 Lost Place - 黒谷ヤマメのテーマ
4. 渡る者の途絶えた橋 - 2面のテーマ
5. 緑眼のジェラシー - 水橋パルスィのテーマ
6. 旧地獄街道を行く - 3面のテーマ
7. 華のさかづき大江山 - 星熊勇儀のテーマ
8. ハートフェルトファンシー - 4面のテーマ
9. 少女さとり　〜 3rd eye - 古明地さとりのテーマ
10. 廃獄ララバイ - 5面のテーマ
11. 死体旅行　〜 Be of good cheer! - 火焔猫燐のテーマ
12. 業火マントル - 6面のテーマ
13. 霊知の太陽信仰　〜 Nuclear Fusion - 霊烏路空のテーマ
14. ラストリモート - Extraのテーマ
15. ハルトマンの妖怪少女 - 古明地こいしのテーマ
16. 地霊達の帰宅 - エンディング
17. エネルギー黎明　〜 Future Dream... - スタッフロール